# Championnat de Tchécoslovaquie de football 1986-1987
Navigation
Saison précédente Saison suivante
La saison 1986-1987 du Championnat de Tchécoslovaquie de football est la 61e édition du championnat de première division en Tchécoslovaquie. Les seize meilleurs clubs du pays se retrouvent au sein d'une poule unique, la First League, où les formations s'affrontent deux fois, à domicile et à l'extérieur. À l'issue du championnat, les deux derniers du classement sont relégués et remplacés par les deux meilleurs clubs de II. Liga, la deuxième division tchécoslovaque.
C'est le club du Sparta Prague qui termine en tête du classement du championnat, avec cinq points d'avance sur le tenant du titre, le TJ Vitkovice et sept sur le FC Bohemians Prague. C'est le 18e titre de champion de Tchécoslovaquie de l'histoire du club, qui manque le doublé après sa défaite en finale de la Coupe de Tchécoslovaquie, face au DAC Dunajská Streda.

## Les 16 clubs participants
| - Dukla Prague - TJ Vitkovice - Tatran Presov - DAC Dunajska Streda - FC Bohemians Prague - ZVL Zilina - SK Dynamo České Budějovice - Skoda Plzen - Promu de II. Liga | - Dukla Banska Bystrica - FC Banik Ostrava - RH Cheb - Plastika Nitra - Promu de II. Liga - SK Sigma Olomouc - SK Slavia Prague - Spartak Trnava - AC Sparta Prague |

## Compétition

### Classement
Le barème utilisé pour établir le classement est le suivant :
- Victoire : 2 points
- Match nul : 1 point
- Défaite : 0 point

| Rang | Équipe                     | Pts | J  | G  | N | P  | Bp | Bc | Diff |
| ---- | -------------------------- | --- | -- | -- | - | -- | -- | -- | ---- |
| 1    | AC Sparta Prague           | 42  | 30 | 18 | 6 | 6  | 63 | 17 | +46  |
| 2    | TJ Vitkovice (T)           | 37  | 30 | 16 | 5 | 9  | 46 | 29 | +17  |
| 3    | FC Bohemians Prague        | 35  | 30 | 13 | 9 | 8  | 50 | 42 | +8   |
| 4    | DAC Dunajská Streda (C)    | 34  | 30 | 13 | 8 | 9  | 46 | 35 | +11  |
| 5    | FC Baník Ostrava           | 33  | 30 | 13 | 7 | 10 | 55 | 39 | +16  |
| 6    | RH Cheb                    | 32  | 30 | 13 | 6 | 11 | 52 | 50 | +2   |
| 7    | SK Slavia Prague           | 31  | 30 | 13 | 5 | 12 | 53 | 34 | +19  |
| 8    | Plastika Nitra (P)         | 30  | 30 | 12 | 6 | 12 | 47 | 42 | +5   |
| 9    | Dukla Prague               | 30  | 30 | 11 | 8 | 11 | 37 | 47 | -10  |
| 10   | FK Dukla Banská Bystrica   | 28  | 30 | 10 | 8 | 12 | 33 | 48 | -15  |
| 11   | FC Spartak Trnava          | 27  | 30 | 12 | 3 | 15 | 41 | 52 | -11  |
| 12   | ZVL Zilina                 | 27  | 30 | 11 | 5 | 14 | 33 | 51 | -18  |
| 13   | Tatran Prešov              | 26  | 30 | 11 | 4 | 15 | 37 | 51 | -14  |
| 14   | SK Sigma Olomouc           | 25  | 30 | 9  | 7 | 14 | 41 | 49 | -8   |
| 15   | Skoda Plzen (P)            | 23  | 30 | 8  | 7 | 15 | 37 | 51 | -14  |
| 16   | SK Dynamo České Budějovice | 20  | 30 | 8  | 4 | 18 | 24 | 58 | -34  |

|  | Qualification pour la Coupe d'Europe des clubs champions 1987-1988                                |
|  | Qualification pour la Coupe des Coupes 1987-1988                                                  |
|  | Qualification pour la Coupe UEFA 1987-1988                                                        |
|  | Relégation en II. Liga                                                                            |
|  | (T) Tenant du titre (C) Vainqueur de la Coupe du Tchécoslovaquie (P) : Promu de deuxième division |

## Bilan de la saison
| Championnat de Tchécoslovaquie de football 1986-1987 |                              |
| Champion                                             | AC Sparta Prague (18e titre) |
| Coupes et trophées                                   |                              |
| Vainqueur de la Coupe de Tchécoslovaquie 1986-1987   | DAC Dunajská Streda          |
| Qualifications continentales                         |                              |
| Coupe d'Europe des clubs champions 1987-1988         | AC Sparta Prague             |
| Coupe des Coupes 1987-1988                           | DAC Dunajská Streda          |
| Coupe UEFA 1987-1988                                 | TJ Vitkovice                 |
| Coupe UEFA 1987-1988                                 | FC Bohemians Prague          |
| Promotions et relégations                            |                              |
| Promus en I. Liga                                    | Spartak Hradec Králové       |
| Promus en I. Liga                                    | FK Inter Bratislava          |
| Relégués en II. Liga                                 | Skoda Plzen                  |
| Relégués en II. Liga                                 | SK Dynamo České Budějovice   |